# Robne kuće Beograd
Robne kuće Beograd (vertaald: Warenhuizen Belgrado) is een keten van warenhuizen in heel Servië, met het hoofdkantoor in Belgrado.

## Geschiedenis
Het bedrijf Robne kuće Beograd werd opgericht in 1965 en werd al snel de grootste warenhuisketen in het voormalige Socialistische Federale Republiek Joegoslavië.
In 1970 werd een winkel geopend in de hoofdstad Belgrado die 24 uur per dag open was. Dit was de eerste winkel in voormalig Joegoslavië die 24 uur per dag open was. In de gouden tijden had de onderneming 10.000 medewerkers en meer dan 100.000 artikelen op voorraad. De onderneming was van 1980 tot 1983 lid van de International Association of Department Stores.
In de jaren 1990 kreeg Robne kuće Beograd te maken met enorme exploitatieproblemen door het uiteenvallen van Joegoslavië en de internationale sancties tegen Joegoslavië. Uiteindelijk vroeg het bedrijf in 2002 uitstel van betaling aan.  De warenhuizen werden op 29 oktober 2007 met succes geveild aan de Servische Peugeot-importeur "Verano Motors" voor € 360 miljoen. Het grootste deel van de opbrengst heeft de regering van Servië voor andere doeleinden uitgegeven en voormalige aandeelhouders zijn beroofd achtergelaten. Het bedrijf zelf werd gecontinueerd in afgeslankte vorm, waarbij vastgoed werd verhuurd aan wereldwijde merkketens.  
Een van de grootste problemen met de winkels in Belgrado waren gerechtelijke procedures die de eigendomsstatus van het vastgoed moesten vaststellen, omdat veel vastgoed in de jaren 1940 en 1950 zou zijn genationaliseerd en uiteindelijk teruggegeven moest worden. Vanaf 2008 beheerde Robne kuće Beograd 34 warenhuizen in Servië, waarvan 8 in Belgrado met een gezamenlijke oppervlakte van ca. 180.000 m². In Montenegro worden twee warenhuizen en twee supermarkten geëxploiteerd.
In 2008 nam de Griekse Marfin Investment Group de meerderheid van de aandelen in Robne kuće Beograd over van Verano Motors. 